# Quốc hội (Kuwait)
Quốc hội Kuwait (مجلس الأمة) là cơ quan lập pháp một viện của Kuwait, gồm 50 nghị sĩ dân cử và các thành viên Nội các Kuwait. Thành viên Quốc hội không thuộc đảng phái nào bởi vì Kuwait cấm chính đảng. Trụ sở Quốc hội Kuwait tại Thành phố Kuwait. 

## Tổng quan
Quốc hội Kuwait được thành lập vào năm 1963. Tiền thân của Quốc hội bị tù trưởng Kuwait giải tán vào năm 1939 sau khi những thành viên của cơ quan đó yêu cầu sáp nhập Kuwait vào Iraq và phân chia lợi nhuận dầu khí của Kuwait giữa tù trưởng và giới thương gia.
Quốc hội gồm 50 nghị sĩ dân cử. Nghị sĩ Quốc hội được bầu ra theo chế độ một phiếu không thể chuyển nhượng với nhiệm kỳ bốn năm. Thành viên Nội các có quyền tham dự kỳ họp Quốc hội nhưng không được bổ nhiệm vào ủy ban của Quốc hội và biểu quyết trong trường hợp Quốc hội tổ chức biểu quyết không tín nhiệm đối với một thành viên Nội các. Quốc hội có thể bị giải tán. Tuy nhiên, bầu cử Quốc hội phải được tổ chức trong hai tháng sau ngày giải tán và Quốc hội không thể bị giải tán vì cùng một lý do. Quốc hội Kuwait được xem là cơ quan lập pháp có nhiều quyền lực nhất tại Trung Đông.

### Nữ nghị sĩ Quốc hội
Phụ nữ Kuwait được trao quyền bầu cử vào năm 2005. Phụ nữ lần đầu tiên trúng cử nghị sĩ vào năm 2009.

## Trụ sở
Tòa nhà Quốc hội Kuwait được kiến trúc sư người Đan Mạch Jørn Utzon thiết kế, cũng là người đã thiết kế Nhà hát Opera Sydney.